# Giuliano Esperati
Giuliano Esperati (La Spezia, 1º dicembre 1933) è un attore italiano.

## Biografia
Giuliano Esperati è conosciuto nel mondo artistico come interprete sia per la televisione sia per il cinema, avendo preso parte alla realizzazione di una ventina di titoli.
Tra i suoi principali ruoli vanno segnalate le partecipazioni in Pelle di bandito (1969), ...hanno cambiato faccia (1971), C'era una volta un commissario... (1971) e Roma violenta (1975). In televisione vanno menzionati Jekyll (1969) e L'età di Cosimo de' Medici (1973).
Durante la sua carriera è stato diretto da alcuni dei più famosi registi della sua epoca, quali Giorgio Albertazzi, Paolo e Vittorio Taviani e Roberto Rossellini.

## Filmografia parziale

### Cinema
- Sotto il segno dello scorpione, regia di Paolo e Vittorio Taviani (1969)
- Plagio, regia di Sergio Capogna (1969)
- Pelle di bandito, regia di Piero Livi (1969)
- Le altre, regia di Renzo Maietto (1969)
- Gradiva, regia di Giorgio Albertazzi (1970)
- C'era una volta un commissario..., regia di Georges Lautner (1971)
- All'ovest di Sacramento, regia di Richard Owens (1971)
- ...hanno cambiato faccia, regia di Corrado Farina (1971)
- Fratello ladro, regia di Pino Tosini (1972)
- Il fratello, regia di Massimo Mida (1975)
- Roma violenta, regia di Marino Girolami (1975)

### Televisione
- Jekyll, regia di Giorgio Albertazzi (1969)
- L'età di Cosimo de' Medici, regia di Roberto Rossellini (1973)
- Philo Vance, regia di Marco Leto (1974)
- Qui squadra mobile, regia di Anton Giulio Majano (1976)